# مبانی نظریه مشروطه‌خواهی
مبانی نظریهٔ مشروطه‌خواهی عنوان بخش دوم از جلد دوم و واپسین جلدِ تاکنون منتشر شده(نظریهٔ حکومت قانون در ایران) از مجموعهٔ تأملی دربارهٔ ایران است. طباطبایی در این کتاب به پدیدار شدن آگاهی نوآیین و تکوین نطفه آگاهی ملی بر اثر بحران خودکامگی در زمان ناصرالدین شاه قاجار، پیدایی روشنفکران در افق بحث‌های نظری، و مطرح شدن بحث‌های نو در اصلاح دینی، اندیشهٔ حقوقی، سیاسی، اقتصادی می‌پردازد. همچنین نظریهٔ مشروعه‌خواهی و مشروطه‌خواهی را در میان اهل دیانت بررسی می‌کند. در آخر نیز بحثی در مورد مفهوم سنت و تحولات آن در این دوره می‌کند.

## فهرست کتاب
- اختصارات
- درآمد
  - فصل نخست: بحران خودکامگی و بسط آگاهی نوآیین
  - فصل دوم: بحران آگاهی و پدیدار شدن مفاهیم نوآیین
  - فصل سوم: نظریهٔ اصلاح دینی
  - فصل چهارم: نخستین رساله در اصلاح نظام حقوقی
  - فصل پنجم: دیدگاه‌های نو در اندیشهٔ سیاسی
  - فصل ششم: دیدگاه‌های نو در اندیشهٔ اقتصادی
  - فصل هفتم: نظریهٔ مشروعه‌خواهی اهل دیانت
  - فصل هشتم: نظریهٔ مشروطه‌خواهی اهل دیانت
  - فصل نهم: میرزای نائینی و نظریهٔ مشروطیت ایران
  - خاتمه: تجدید مطلعی در مفهوم سنت
- کتاب‌شناسی
- نمایهٔ نام‌ها
- نمایهٔ کتاب‌ها
- نمایهٔ مفاهیم